# Sân vận động Kamuzu
Sân vận động Kamuzu (tiếng Anh: Kamuzu Stadium) là một sân vận động đa năng ở Blantyre, Malawi. Sân hiện đang được sử dụng chủ yếu cho các trận đấu bóng đá. Sân vận động có sức chứa tối đa là 65.000 người cho các trận đấu bóng đá. Sức chứa thường bị hạn chế vì lý do an toàn. Những đội thuê chính của sân là Big Bullets và Be Forward Wanderers.

## Lịch sử
Sân vận động ban đầu có tên là Sân vận động Rangeley trong thời kỳ thuộc địa để tưởng nhớ công chức người Anh William H. J. Rangeley. Sau đó sân được gọi là Sân vận động Kamuzu, theo tên Tổng thống đầu tiên của Malawi, Hastings Kamuzu Banda, khi Malawi giành được độc lập từ Anh. Các khán đài chính được thiết kế và vẽ bởi L Jeffery và Steve Price. Công trình được hoàn thành vào năm 1968. Sau nhiệm kỳ tổng thống của Kamuzu, tên của sân vận động được đổi thành Sân vận động Chichiri dưới thời Tổng thống Bakili Muluzi; tuy nhiên, dưới thời kế nhiệm của Muluzi, Bingu wa Mutharika, tên Sân vận động Kamuzu đã được khôi phục vào năm 2004.
FIFA thông qua chương trình GOAL đã tài trợ cho việc cải tạo mặt sân cỏ tự nhiên thành mặt sân bóng đá tổng hợp. Mặt sân cỏ nhân tạo này có tên là Xtreme Turf do Act Global sản xuất và lắp đặt.
Lễ nhậm chức của Tổng thống Peter Mutharika được tổ chức tại Sân vận động Kamuzu vào ngày 2 tháng 6 năm 2014.